# Ole Eidem
Ole Thorenius Eidem (født 12. marts 1865 i Kristiansund, død 12. november 1911 på Horten) var en norsk Søofficer.
Officer 1887, Kommandørkaptajn 1906, studerede artilleri og Søforsvarsvæsen i udlandet og var 1894-97 Chef for Oskarsborgs Mineforsvar, senere lærer ved Søkrigsskolen, teknisk konsulent ved Torpedovæsenet og fra 1901 Minedirektør. Også som sådan foretog han flere studierejser i udlandet. Eidem var en årrække formand i Marinens Minekommission og Medlem af andre Søforsvarskommissioner; ved den internationale Konference for trådløs Telegrafi i Berlin 1906 var han Norges officielle Repræsentant. Eidem var adskillig publicistisk virksom, redigerede 1902-10 Marinens Organ »Norsk Tidsskrift for Søvæsen«; sammen med den danske forfatter O. Lütken skrev han »Vor Sømagts Historie« (1903 flg.). Eidem repræsenterede paa Stortinget Jarlsberg og Larviks Amt 1906 -09 og var valgt fra Horten for 1910-12, men mødte kun i denne periodes første år. Han
tilhørte det frisindede parti.